# Едуард Джефрі Сміт Дербі
Едуа́рд Сміт-Стенлі (англ. Edward Smith-Stanley, 29 березня 1799 — 23 жовтня 1869) — британський державний діяч. прем'єр-міністр Великої Британії (1852, 1858—1859, 1866—1868). Граф Дербійський. Донині залишається людиною, яка довше за всіх очолювала консервативну партію Великої Британії (1848—1868). Попри те, що він був главою уряду тричі (лише чотири людини, включаючи графа Дербі, очолювали кабінет три й більше разів), загальний термін, упродовж якого він був керівником уряду становить близько 4-х років, тобто менше за термін правління багатьох прем'єр-міністрів, які обирались тільки одного разу.

## Біографія
Майбутній лідер консерваторів народився в родині Едварда Сміта-Стенлі, 13-го графа Дербі, та Шарлотти Маргарет Торнбі. Освіту Едвард Стенли почав здобувати в Ітонському коледжі, потім він закінчив оксфордський коледж Крайст Черч. Політичну кар'єру він починав у партії вігів й був обраний від неї членом Палати громад у 1820 році. Після того як віги у 1830 році знову були допущені до формування уряду, зайняв пост Секретаря з ірландських питань в уряді Чарльза Грея. У 1833 році Стенлі був переміщений на більш значимий пост Державного секретаря з питань війни та колоній. Будучи за переконаннями досить консервативним вігом, Едуард Сміт-Стенлі залишив партію та вийшов зі складу уряду у 1834 році, після ухвалення акту про роздержавлення Церкви Ірландії.
Пішовши з партії вігів, Стенлі сформував політичну групу свого імені, яка характеризувалась поглядами, що знаходились між радикальним підходом вігів та консервативними поглядами торі. Однак опублікування Робертом Пілем «Тамвортського маніфесту» виявило, що позиції групи Едуарда Сміта-Стенлі й Піля є досить близькими. Поступово група Стенлі влилася до консервативної партії, в результаті чого багато її членів стали міністрами у другому уряді Піля 1841 року, в тому числі й Стенлі, який знову отримав пост Міністра з питань війни та колоній. У 1844 році його батько підписав Заяву про акселерацію (англ. Writ of Acceleration) Едуарда Стенлі, що робить його членом Палати лордів. У 1845 році суперечки з Пілем з приводу так званих «Хлібних законів» змусили Стенлі залишити й цей уряд. Однак, цього разу його ухід спричинив розкол в партії, до Едуарда Сміта-Стенлі приєдналась значна частина консерваторів (серед яких був і Дізраелі).
У 1852 році в результаті кризи вігського кабінету Рассела, Едуард Сміт-Стенлі, який став після смерті батька (1851) графом Дербі, формує свій уряд меншості, який відзначався достатньо великою кількістю нових політичних фігур. У цьому уряді Бенджамін Дізраелі займав пост Канцлера скарбниці. Упродовж свого першого терміну основним напрямком діяльності графа Дербі було врегулювання зовнішньополітичних проблем. Тим не менше, цьому кабінету Дербі—Дізраелі не вдалось набрати необхідну більшість у парламенті, й у грудні того самого року його було усунуто пілітсько—вігською коаліцією, яку очолював Джордж Гамільтон-Гордон.
1858 рік дав Дербі шанс сформувати черговий уряд меншості знову з Дізраелі як Канцлером. Ключовою подією цього терміну стало встановлення прямого контролю Великої Британії над індійськими колоніями, внаслідок передачі державі всіх прав Британської Ост-Індської компанії. Однак і цей кабінет проіснував ледь більше року.
У 1866 році граф Дербі сформував свій третій та останній кабінет, основним результатом діяльності кого був Акт 1867 року, що значно розширив виборчі права підданих Великої Британії. На початку 1868 року Едуард Сміт-Стенлі відійшов від справ, залишивши за наступника Дізраелі.
На його честь було названо місто Порт-Стенлі на Фолклендських островах, а також місто Стенлі в Тасманії.